# رافر جانسون
رافر جانسون (انگلیسی: Rafer Johnson؛ زادهٔ ۱۸ اوت ۱۹۳۵) بازیکن بسکتبال و دو و میدانی اهل ایالات متحده آمریکا است.
از فیلم‌ها یا برنامه‌های تلویزیونی که وی در آن نقش داشته است می‌توان به جواز قتل و یک رابطه همه‌جانبه اشاره کرد.
وی در مسابقات کشوری و بین‌المللی در مجموع برندهٔ ۲ مدال طلا، ۱ مدال نقره شده است.

## مرگ
رافر جانسون پس از سکته مغزی در ۲ دسامبر ۲۰۲۰ در شرمن اوکس کالیفرنیا درگذشت. او ۸۶ سال داشت.